# Andrew Bell
Andrew Bell, född 27 mars 1753, död 27 januari 1832, var en skotsk läkare och pedagog, uppfinnare av den så kallade Bell-Lancasterska undervisningsmetoden eller "monitörsystemet". Han var bror till läkarna John Bell och Charles Bell.
Bell, som var regementspräst i Madras och föreståndare för ett militärt barnhem ville förmå lärarna att använda sandtavlor vid undervisningen, något som övriga lärare motsatte sig. Bell utnämnde då ett antal äldre elever till läare för yngre 1791, varigenom systemet med äldre elever som handledare av yngre uppkom. 
Efter att ha återvänt till England offentliggjorde Bell 1798 metoden, anpassad efter europeiska förhållanden för undervisning av fattiga barn. Som ett billigt medel att åstadkomma folkundervisning vann den stor popularitet och ledde till bildandet av en nationell förening för de fattigas uppfostran (1811), vilken upprättade ett tusental skolor, där metoden tillämpades. 
Den kom till användning även i högre undervisning (till exempel i Bells Elements of tuition, 1812, en grammatik i klassiska språk). Bell låg dock ständigt i fejd med den efter samma metod verksamme kväkaren Joseph Lancaster. Hans skolor hade störst framgång i Kanada och på Irland. Den stora förmögenhet han efterlämnade vid sin död användes till upprättande av professurer i pedagogik vid skotska universitet.